# Mads Ibenfeldt
Mads Ibenfeldt (født 26. januar 1985) er en tidligere dansk fodboldspiller, der senest spillede for Nykøbing FC som forsvar.
Han har tidligere blandt andet spillet for Southend United F.C.